# مطار خيرسون الدولي
مطار خيرسون الدولي (بالأوكرانية: Міжнародний аеропорт Херсон)(إياتا: KHE، إيكاو: UKOH) مطار دولي أوكراني يقع قرب مدينة خيرسون في أوكرانيا

## شركات الطيران والوجهات
اعتبارًا من 24 فبراير 2022 علقت جميع رحلات الركاب في خيرسون إلى أجل غير مسمى. قبل ذلك قامت شركات الطيران التالية تشغيل رحلات منتظمة موسمية وعارضة من وإلى المطار.
| شركـات طيـران                    | الوجهات                                         |
| -------------------------------- | ----------------------------------------------- |
| خطوط بيغاسوس                     | مطار صبيحة كوكجن الدولي                         |
| سكاي أب                          | موسمي عارض: مطار أنطاليا، مطار شرم الشيخ الدولي |
| الخطوط الجوية التركية            | مطار إسطنبول الدولي                             |
| الخطوط الجوية الدولية الأوكرانية | مطار بوريسبيل الدولي                            |

## روابط خارجية
- حول مطار خيرسون الدولي نسخة محفوظة 8 أغسطس 2019 على موقع واي باك مشين.